# Медаль «Астана»
Медаль «Астана» — пам'ятна медаль Республіки Казахстан, заснована на підставі Указу Президента Республіки Казахстан від 2 червня 1998 № 3963 року на честь презентації столиці Республіки Казахстан.

## Положення про медаль
Медаллю нагороджуються громадяни Республіки Казахстан та іноземні громадяни, які зробили значний внесок у соціально-економічний розвиток Казахстану, в облаштування та будівництво столиці Республіки Казахстан.

## Опис
Пам'ятна медаль «Астана» має форму кола діаметром 34 мм та виготовляється зі сплаву томпак.
На аверсі медалі зображено будівлю резиденції Президента Республіки Казахстан у місті Астана. На другому плані зліва будівля Парламенту Республіки Казахстан, праворуч — висотна будівля. У верхній частині медалі фрагмент сонця з Державного Прапора Республіки Казахстан, під сонцем розташований напис «Қазақстан». У нижній частині медалі розташований напис «Астана», виконаний шрифтом у тюркському стилі. Під написом міститься елемент національного орнаменту.
На реверсі медалі у центрі зображено міфічний крилатий барс. Під ним дата «1998». По колу розташовані написи «СТОЛИЦЯ», «АСТАНА», «CAPITAL», розділені зірочками.
Медаль за допомогою вушка та кільця з'єднується з колодкою п'ятикутної форми. Висота колодки — 50 мм, найбільша ширина — 50 мм. Колодка обтягується стрічками: ліва нижня — червоного кольору, права верхня — кольори Державного прапора Республіки Казахстан (блакитна).
Медаль виготовлена на Казахстанському монетному дворі в Усть-Каменогорську .